# Schwaig, Sokovo
Schwaig je naselje v Občini Sokovo v Okraju Trg na Koroškem v Avstriji.